# 하늘타리
하늘타리는 박과에 속하는 여러해살이 덩굴식물로 한국의 산이나 밭둑에 자생한다. 쥐참외, 하눌타리, 하늘수박이라고도 하며, 몽골·일본·중국에 분포한다.
암수딴그루이며, 7-8월에 흰꽃이 피고 둥근 열매는 타원형 핵과로 10월에 노란색 또는 오렌지색으로 익는다. 한방에서는 열매와 종자를 각각 과여실·과여인이라 하여 화상과 동상을 치료하거나 거담제·진해제로 이용하고, 또 뿌리의 녹말을 채취하여 습진 등의 찜질약으로 이용한다.